# McLaren 625C
El McLaren 625C es un automóvil superdeportivo basado en el McLaren 650S, creado por McLaren Automotive para el mercado asiático, MSO Defined dará opciones de personalización. El McLaren 625C, que supone el primer modelo de la compañía ideado para un mercado en concreto, estará disponible en Asia tanto en carrocería Coupé como Spider. Según McLaren, es su producto más cómodo y refinado, aunque no pierde las cualidades dinámicas del modelo en el que se basa.

## Diseño
Los principales cambios del 625C con respecto al 650S esta en el sistema de suspensión activa o ProActive Chassis Control, con nuevos amortiguadores y muelles menos duros en el eje trasero, y en la electrónica de la propia suspensión, que ahora es, en palabras del propio fabricante, más apta para un uso diario, sin perder su precisión característica.

## Rendimiento
El motor 3.8 litros V8 biturbo desarrolla 625 CV, de ahí el nombre (la C es de Club), y 610 Nm. Alcanza 100 km/h desde parado en 3,1 segundos, 200 km/h en 8,8 segundos y llega hasta los 333 km/h (329 km/h en el Spider), misma velocidad punta que el 650S, a pesar de la menor potencia. El consumo y las emisiones (275 g/km de CO2) se mantienen.
En principio el nuevo McLaren 625C se lanzará en Hong Kong, con ambas carrocerías disponibles desde el lanzamiento, y más adelante se ofrecerá en otros mercados de Asia y el Pacífico, aunque McLaren no anunciará a cuáles concretamente hasta dentro de unos meses.